# Montpaun e Menestairòu
Mont Paun e Menestairòu (en francès Montpon-Ménestérol) és un municipi francès situat al departament de la Dordonya i a la regió de la Nova Aquitània.

## Demografia
| 1962                                       | 1968  | 1975  | 1982  | 1990  | 1999  | 2007  |
| ------------------------------------------ | ----- | ----- | ----- | ----- | ----- | ----- |
| 3.220                                      | 5.863 | 5.939 | 5.742 | 5.481 | 5.389 | 5.667 |
| Des de 1962: població sense dobles comptes |       |       |       |       |       |       |

## Administració
| Període   | Identitat          | Partit           |
| --------- | ------------------ | ---------------- |
| 1977-1983 | Jean-Claude Bastid | RPR              |
| 1989-2008 | Pierre Fauret      | RPR, després UMP |
| 2008-     | Jean-Paul Lotterie | PS               |